# Мария Лусия Розенберг
Мария Лусия Хайберг Розенберг е датска певица и актриса. Тя стана известна, когато спечели рекордна сделка с лейбъла EMI в телевизионното шоу Popstars през 2009 г. Първият й сингъл Taking Back My Heart е номер 1 в Hitlisten. Албумът That Just Me е продаден в 220 000 копия.1 2

## Биография
Мария Лусия стана известна през 2003 г. с победата си в четвъртия сезон на датското шоу за таланти Popstars, което й гарантира музикален договор с EMI.. Дебютният й сингъл Taking Back My Heart отиде направо до номер 1 в датската класация Track Top-40, като остана на върха в продължение на осем последователни седмици. и обяви албума That Just Me, който дебютира на второ място в класациите. и до момента е продал 22 000 копия.
През 2005 г. тя дебютира на сцената с участието на „Красавицата и звяра” в Det Ny Teater в Копенхаген; също тук през 2011 г. той играе Éponine в Les Misérables и Elphaba в Wicked. За последната роля тя спечели награда Reumert за певица на годината.
През 2013 г. тя изрази героя на Елза в датската версия на анимационния филм на Дисни Frozen, пеейки песните от саундтрака, включително Lad det ske (Let It Go), който достигна 40-то място в класациите в Дания.
На 9 февруари 2020 г., на рождения си ден, певицата присъства на 92-рото издание на Оскарите и изпя стих от песента Into the Unknown заедно с Idina Menzel, Aurora и осем други международни гласови актриси на Elsa. Всеки от тях изпя стих на своя език. По това време Мария Лучия беше бременна със сина си Пер Албин Фреди, роден на 27 юни 2020 г. от връзката с шведския композитор и продуцент Албин Фреди Люнгквист.